# Sekundarschule August Bebel Leuna

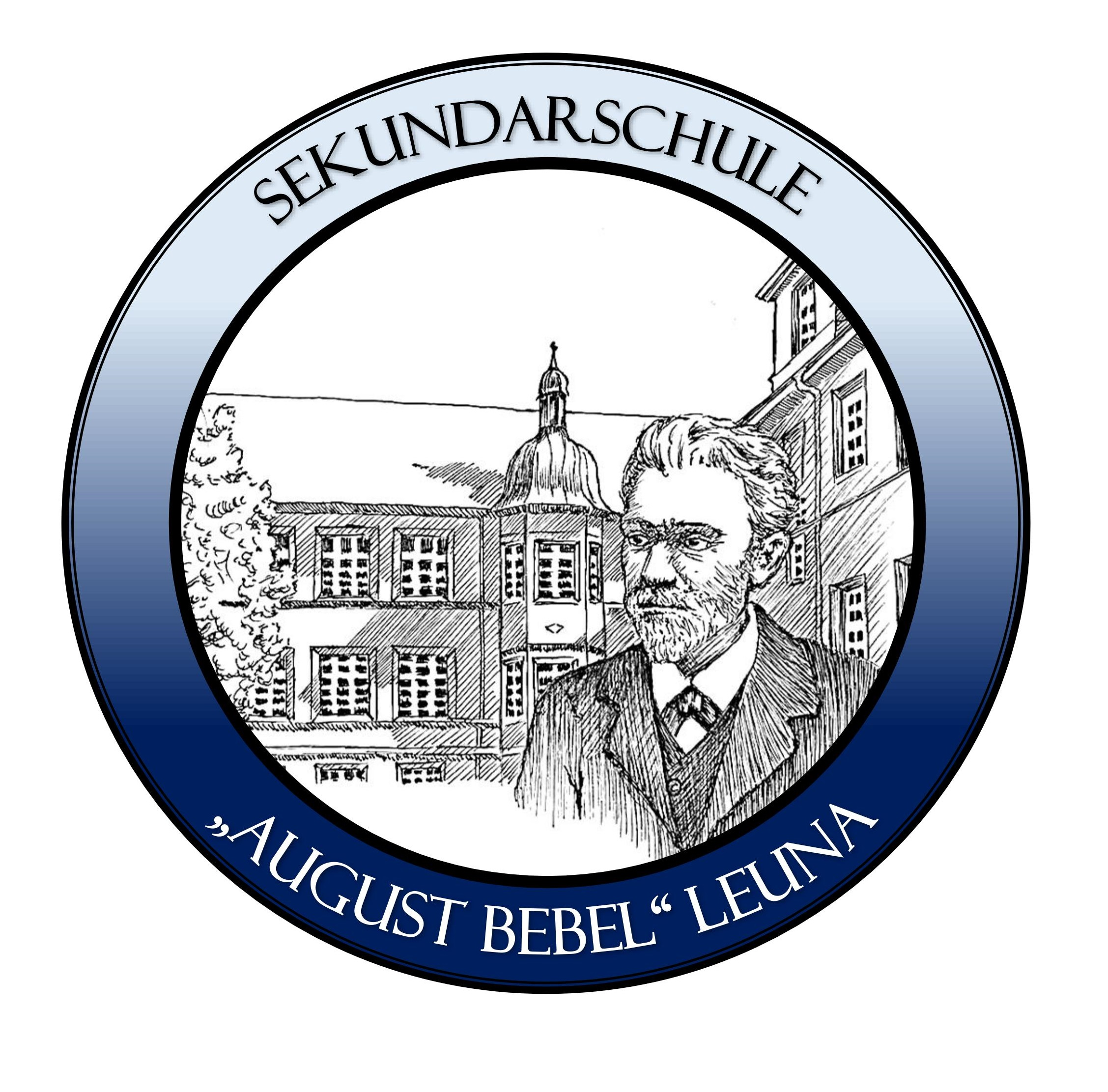
Das Schullogo entstand im Oktober 2023 und zeigt August Bebel.

Die Sekundarschule August Bebel Leuna ist eine Sekundarschule in der Stadt Leuna in Sachsen-Anhalt.

## Schulprofil und Schulentwicklung

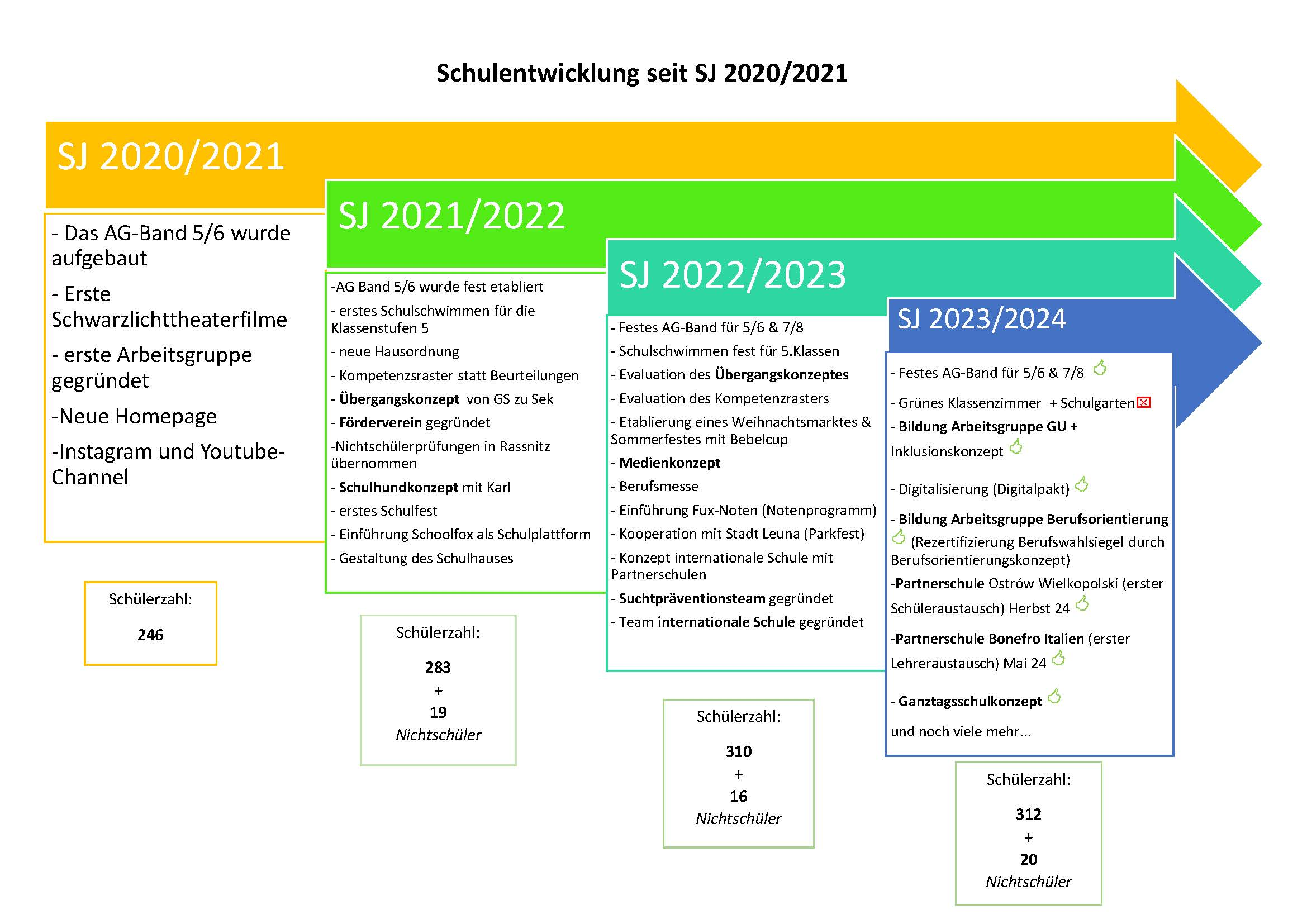
Seit 2020/2021 gibt es zahlreiche Bestrebungen in der Schulentwicklung.

Die Sekundarschule „August Bebel“ Leuna ist eine Sekundarschule mit außerunterrichtlichem Ganztagsangebot und derzeit 16 kombinierten Klassen.
Seit 2020/2021 gibt es zahlreiche Bestrebungen in der Schulentwicklung. So entstand im Schuljahr 21/22 das Übergangskonzept, welches den Übergang der zuführenden Grundschulen zur Sekundarschule „August Bebel“ Leuna organisiert und erleichtert. Im selben Jahr trat Karl Gustav, der Schulhund, seinen Dienst in der Schule an. Weiterhin folgte ein Medienkonzept (SJ 22/23) und die Etablierung einer Arbeitsgruppe „Schulische Suchtprävention“ sowie ein Berufsorientierungskonzept mit jährlich stattfindender Berufsmesse (23/24). Im Januar 2024 wurde das Konzept zur Entwicklung einer Schule mit außerunterrichtlichem Ganztagsangebot für eine Bewilligung im Schuljahr 24/25 eingereicht.

## Lage
Das Schulgebäude befindet sich nordöstlich des Leunaer Stadtzentrums in der Siedlung Neu-Rössen. Der Schulkomplex nimmt ein Straßengeviert ein, das von der Schulstraße (Ostseite), dem Kirchplatz mit der Friedenskirche und dem Gemeindehaus (Südseite), der Albert-Einstein-Straße (Westseite) und der Carl-von-Linde-Straße (Nordseite) begrenzt wird. Nordöstlich der Schule wurde der Plastik-Park Leuna angelegt. Während die Westseite des Straßengevierts für den Schulhof unbebaut blieb, besteht die Nordseite aus derzeit ungenutzten Gebäudetrakten („alte Schule“), deren Fenster teilweise versiegelt wurden. Die Nordostseite ist zudem von Pflanzen zugewuchert. Somit dienen einzig die Gebäudetrakte in der Mitte der Ostseite, im Südosten und Süden heute der nach August Bebel benannten Schule. 

### Beschreibung
Das zweigeschossige Schulgebäude wurde ab 1918 als Siedlungsschule errichtet. In der Gestaltung der großzügig angelegten Schule fanden Formen der Neorenaissance und des Neobarock Anwendung. Die Fassade des schlossartigen Baus ist verputzt. In der Mitte der Ostseite des breitgelagerten Komplexes ist die Turnhalle der Schule angeordnet. Nach Süden und Norden schließen sich die L-förmig errichteten Schulflügel an. Die Schule ruht auf einem hohen Souterrain. Die Fassade wurde abwechslungsreich gestaltet und besitzt mehrere Türme (Nordfassade, Hoffassade), Giebel, Balkone, unterschiedliche Fensterformen und Dachgauben, Fassadenschmuck, Vasen, Gesimse, Zwerchhäuser, Pilaster, Portikus und einen kurzen Laubengang an der Hofseite. Am nüchternsten ist das Westende des Südflügels gestaltet.
Im Denkmalverzeichnis von Sachsen-Anhalt ist die denkmalgeschützte Schule unter der Erfassungsnummer 094 20782 als Baudenkmal verzeichnet.